# メジロタイヨウ
メジロタイヨウ（欧字名:Mejiro Taiyo、1964年5月22日 - 1977年11月10日）は、日本の競走馬、種牡馬。
1969年に開催された第60回天皇賞を制し、メジロ牧場の代表である北野豊吉に初の天皇賞の栄誉を賜った事で知られる。その他の勝ち鞍に、1969年のアルゼンチンジョッキークラブカップと1968年の目黒記念（秋）が挙げられる。

## 経歴

### 競走馬時代
1967年2月5日に行われた新馬戦でメジロタイヨウは初勝利を果たすものの、その後は勝ち切れずクラシックとはほぼ無縁（ダービートライアルのNHK杯には参戦いているものの、11着敗退に終わっている）であった。翌年の目黒記念（秋）で重賞初制覇し、次走の天皇賞（秋）でも8番人気の評価以上の4着入線を果たすなど本格化を果たすものの、1969年4月にここまで主戦を担当していた徳吉一己が家庭の事情から降板。メジロタイヨウの管理をしていた八木沢勝美調教師は、代役として中山大障害などの障害レースで実績の高いフリー騎手の横山富雄を抜擢。初コンビとなるアルゼンチンジョッキークラブカップを勝利で飾ったメジロタイヨウは、同年11月30日に行われた天皇賞（秋）に5番人気で出走。雨中決戦となった同レースをフイニイ（7番人気3着）・マーチス（1番人気5着）・リュウズキ（2番人気6着）と言った実績馬を振り切り1着。メジロの総帥・北野豊吉と、平地での実績に乏しかった横山富雄にとって悲願の八大競走初制覇となった。その後は、有馬記念（4番人気4着）・アメリカジョッキークラブカップ（4番人気9着）の2戦を走ったのを最後にメジロタイヨウは引退した。

### 引退後
引退後は種牡馬となったが、特筆すべき活躍を挙げる産駒は現れないまま1977年11月10日に死亡した。14歳没。

## エピソード
- 1967年（昭和43年）3月10日朝、中山競馬場に向かっていた馬運車が小型ダンプカーと衝突。同日開催される目黒記念に出走する予定であったメジロタイヨウは軽い打撲傷を負い、出走を回避した[3]。
- メジロタイヨウの天皇賞（秋）勝利時の騎手は横山富雄であったが、2009年の同レースを富雄の次男の典弘がカンパニーで、2021年の同レースを典弘の三男の武史がエフフォーリアで勝利したことで、史上初の天皇賞（秋）親子3代制覇が達成された[4]。

## 血統表
| メジロタイヨウの血統                               | メジロタイヨウの血統         | メジロタイヨウの血統 | （血統表の出典） | （血統表の出典） |
| 父 *チャイナロック China Rock 1953 栃栗毛 イギリス | 父の父Rockefella 1941 黒鹿毛 | Hyperion             | Gainsborough     | Gainsborough     |
| 父 *チャイナロック China Rock 1953 栃栗毛 イギリス | 父の父Rockefella 1941 黒鹿毛 | Hyperion             | Selene           |                  |
| 父 *チャイナロック China Rock 1953 栃栗毛 イギリス | 父の父Rockefella 1941 黒鹿毛 | Rockfel              | Felstead         | Felstead         |
| 父 *チャイナロック China Rock 1953 栃栗毛 イギリス | 父の父Rockefella 1941 黒鹿毛 | Rockfel              | Rockliffe        |                  |
| 父 *チャイナロック China Rock 1953 栃栗毛 イギリス | 父の母May Wong 1934 栗毛     | Rustom Pasha         | Son-in-Law       | Son-in-Law       |
| 父 *チャイナロック China Rock 1953 栃栗毛 イギリス | 父の母May Wong 1934 栗毛     | Rustom Pasha         | Cos              |                  |
| 父 *チャイナロック China Rock 1953 栃栗毛 イギリス | 父の母May Wong 1934 栗毛     | Wezzan               | Friar Marcus     | Friar Marcus     |
| 父 *チャイナロック China Rock 1953 栃栗毛 イギリス | 父の母May Wong 1934 栗毛     | Wezzan               | Woodsprite       |                  |
| 母 *レディアリス Lady Alice 1956 栗毛              | 母の父Alycidon 1945 栗毛     | Donatello            | Blenheim         | Blenheim         |
| 母 *レディアリス Lady Alice 1956 栗毛              | 母の父Alycidon 1945 栗毛     | Donatello            | Delleana         |                  |
| 母 *レディアリス Lady Alice 1956 栗毛              | 母の父Alycidon 1945 栗毛     | Aurora               | Hyperion         | Hyperion         |
| 母 *レディアリス Lady Alice 1956 栗毛              | 母の父Alycidon 1945 栗毛     | Aurora               | Rose Red         |                  |
| 母 *レディアリス Lady Alice 1956 栗毛              | 母の母Pontoon 1940 芦毛      | Mahmoud              | Blenheim         | Blenheim         |
| 母 *レディアリス Lady Alice 1956 栗毛              | 母の母Pontoon 1940 芦毛      | Mahmoud              | Mah Mahal        |                  |
| 母 *レディアリス Lady Alice 1956 栗毛              | 母の母Pontoon 1940 芦毛      | Ponteba              | Belfonds         | Belfonds         |
| 母 *レディアリス Lady Alice 1956 栗毛              | 母の母Pontoon 1940 芦毛      | Ponteba              | Poet's Star      |                  |